# Caseidae
Caseidae é uma família de pelicossauros herbívoros do Permiano da América do Norte, com uma espécie descrita na Rússia.
A família Caseidae é um grupo extinto de répteis sinápsidos, também conhecidos como "répteis-mamíferos", que viveram durante o período Permiano, há entre cerca de 299 e 251 milhões de anos. Eles eram um grupo diverso de animais, variando em tamanho desde formas pequenas e semelhantes a lagartos até animais maiores e pesados que podiam atingir 3 metros de comprimento.
Os membros da família Caseidae eram quadrúpedes, e muitas vezes tinham uma postura semi-ereta. Eles eram herbívoros e possuíam dentes especializados para cortar e triturar plantas. Os primeiros membros da família eram relativamente primitivos e apresentavam características semelhantes a répteis, como pele escamosa, mas os membros mais avançados da família tinham características mais próximas de mamíferos, como um palato secundário completo e ossos do crânio modificados.
Os Caseidae eram animais bem-sucedidos, com fósseis encontrados em todo o mundo, incluindo na América do Norte, Europa e Ásia. Eles desapareceram no final do Permiano, há cerca de 251 milhões de anos, juntamente com muitas outras formas de vida, em um evento de extinção em massa que marcou o fim da era Paleozoica.

## Gêneros
- Angelosaurus Olsen & Beerbower 1953
- Casea Williston, 1910
- Caseopsis Olsen 1962
- Caseoides Olsen & Beerbower 1953
- Cotylorhynchus Stovall 1937
- Ennatosaurus Efremov 1956
- Knoxosaurus Olson 1962
- Oromycter Reisz, 2005